# 레이먼드 쿽
레이몬드 쿽 핑롼 JP (중국어 정체자: 郭炳聯, 1952년생)은 홍콩 최대의 부동산 개발업자인 신흥카이 부동산의 회장 겸 전무이사이다. 그는 SUNeVision Holdings Ltd.와 SmarTone Telecommunications Holdings Limited의 회장이다. 그는 쿽 탁셍의 막내아들이자 월터 쿽과 토머스 쿽의 막내동생이다.

## 재산
쿽 형제는 리 카싱과 리 자우케이에 이어 홍콩과 중화권에서 세 번째로 부유한 사람들이다. 포브스의 2011년 억만장자 목록에 따르면 그들의 총 재산은 미화 170억 달러로 추정된다. 그들의 총 재산은 2016년에 179억 달러로 증가했다. 포브스에 따르면 쿽 가문 전체는 순자산 404억 달러로 아시아에서 세 번째로 부유한 가문이다.

## 학력
쿽은 케임브리지 대학교에서 법학 학위를, 하버드 대학교에서 MBA를, 홍콩 공개대학에서 명예 경영학 박사 학위를, 홍콩 중문 대학에서 명예 법학 박사 학위를 받았다.

## 뇌물 수수 혐의
2012년 3월, 레이몬드 쿽과 토머스 쿽은 뇌물 수수 혐의로 체포되었다. 2013년 3월, 토머스와 레이몬드 쿽은 홍콩 전 행정장관 라파엘 휘에게 지불된 금전 및 대출과 관련된 부패 혐의에 대해 무죄를 주장했다. 2014년 12월, 레이몬드 쿽은 모든 혐의에서 벗어났고, 그의 형제 토머스는 "공무원 직권 남용 공모" 혐의로 유죄 판결을 받았다.

## 선거위원회
2021년 9월, 연락판공실은 선거위원회 위원들에게 2시간 동안 대중과 대화하도록 명령했다. 쿽은 그의 부스에서 몇 분을 보낸 후 자리를 떠났다.